# Silas Lienert
Silas Lienert (* 10. September 1992) ist ein Schweizer Unihockeyspieler. Seit der Saison 2015/16 steht Lienert als Stürmer beim Ostschweizer Verein Floorball Thurgau unter Vertrag.

## Karriere

### Floorball Thurgau
Lienert durchlief alle Juniorenstationen des Thurgauer Vereins Floorball Thurgau, ehe er zur Saison 2013/14 erstmals in das Kader der ersten Mannschaft berufen wurde. Während seiner Zeit bei den Junioren war Lienert bekannt für viele Strafen. In seiner ersten Nationalliga-B-Saison erzielte er in 22 Partien drei Tore und zwei Assists.

### UHC Waldkirch-St. Gallen
Zur Saison 2014/15 stiess Lienert zum Nationalliga A-Verein UHC Waldkirch-St. Gallen. Seine Treffsicherheit der Vorsaison konnte er nicht wiederholen und erzielte lediglich einen Treffer. In seiner zweiten Saison, 2015/16, konnte er sein Skore um einen Punkt erhöhen.

### Floorball Thurgau
Zur Saison 2016/17 verliess Lienert den Verein wieder in Richtung Weinfelden zu seinem Jugendverein Floorball Thurgau.